# Johann Jakob Griesbach
Johann Jakob Griesbach (4 de enero de 1745 - 24 de marzo de 1812) fue un crítico textual bíblico alemán. Nació en Butzbach, un pueblo pequeño en el estado de Hesse-Darmstadt, en donde su padre, Konrad Kaspar (1705-1777), fue pastor. La fama de Griesbach descansa en su trabajo para la crítica del Nuevo Testamento, con el cual inauguró una nueva época. Su solución al problema sinóptico lleva su nombre, la hipótesis de Griesbach ha sido referenciada modernamente como la hipótesis de dos Evangelios. 